# Дактилосталикс
Дактилосталикс (лат. Dactylostalix) — монотипный род однодольных растений семейства Орхидные (Orchidaceae), включающий вид Дактилосталикс раскрытый (лат. Dactylostalyx ringens).
Единственный вид впервые описан в 1878 году немецким ботаником Генрихом Густавом Райхенбахом.

## Распространение, описание
Дактилосталикс раскрытый распространён на Дальнем Востоке России и в Японии. Произрастает в горных лесах.
Небольшое наземное растение высотой 10—20 см. Цветок одиночный. Лист простой, без членения, с гладким краем. Плод — коробочка. Цветёт весной.

## Значение, численность
Выращивается как декоративное.
Внесён в Красные книги России и Сахалинской области.

## Синонимика
Синонимичные названия:
- Calypso bulbosa var. japonica (Maxim. ex Kom.) Makino
- Calypso japonica Maxim. ex Kom.
- Dactylostalix maculosa Miyabe & Kudô
- Pergamena uniflora Finet